# J.C. Dahl
Johan Christian Claussen Dahl, (I.C. Dahl eller J.C. Dahl), (født 24. februar 1788 i Bergen, død 14. oktober 1857) var en norsk landskabsmaler. Han anses for at være den første norske billedkunstner, som var på europæisk niveu inden for malerkunsten, og en af grundlæggerne af den nationalromantiske kunst, som opstod i begyndelsen af 1800-tallet.

## Virke
Hans malerier repræsenterede den periode, han levede i: romantikken. Et perfekt eksempel er oliemaleriet Broen over Tryggevælde Å med udsigt til Køge fra 1815. 
Han blev født i Bergen og anses for at være "far til norsk landskabsmaleri". Han dannede sin stil uden megen undervisning, blev i Bergen til han var 24 og tog til København for at få undervisning. Her lod han sig inspirere af hollandsk malerkunst fra 1600-tallet, som han studerede, og af Jens Juels og C.W. Eckersbergs kunst. Hans lærer blev C.A. Lorentzen, der også havde malet norske landskaber. I sidste ende fuldendes hans stil i Dresden i 1818 og efter tilbagekomsten fra Italien i 1821, hvor han slår sig ned. Han blev påvirket af den store tyske romantiske maler Caspar David Friedrich. 
Dahl regnes til den tyske skole, selv om han var næsten 40 år, da han tog fast bopæl i Dresden, hvor han hurtigt blev modtaget på Akademiet. Som medlem af Kunstakademiet i Dresden gav Dahl sig tid til unge kunstnere. I 1824 blev han udnævnt til ekstraordinær professor sammen med Friedrich. Blandt deres elever var Knud Baade, Peder Balke og Thomas Fearnley.                                                                                             
Under sit ophold i Rom knyttede Dahl sig til Bertel Thorvaldsen, der var begejstret for hans kunst og erhvervede italienske og norske landskaber til sin samling. Thorvaldsen udførte en buste af J.C. Dahl.

Dahl bidrog til at forbedre det tyske landskabsmaleri. Han blev i Dresden, men rejste i Tyrol og Italien. Et af hans bedste malerier er  Udbrud af Vesuv fra 1820; han malede Vesuv i udbrud syv gange. Han var glad for ekstraordinære effekter, som ses i hans Vinter i München, Dresden i måneskin, Københavns havn i måneskin og Frederiksborg Slot i måneskin. I Dresden vises mange af hans værker, bl.a. Norge og Storm på havet.
- Vesuvius -udbrud, 1826
- Slindebirken, 1838
- Hellefossen ved Hokksund, 1838
- Blick auf Dresden bei Vollmondschein, 1839
- Københavns Havn i måneskin, 1846
- Bjerk i storm, 1849

## Dahl-malerietFrederiksborg Slot i måneskin
I 1999 solgte auktionshuset Craafoord, Nellemann & Thomsen et maleri af en ubekendt kunstner. Senere blev det identificeret som et ungdomsværk af Dahl, malet i 1817 under opholdet i København. Det blev nu solgt for 6.5 millioner kr. Dette maleri er i privateje i England. Sælger fik senere tilkendt en erstatning på 300.000 kr. af konkursboets kuratorer.
- J.C. Dahl, Frederiksborg Slot, 1814, formentlig Dahls første af slottet
- J.C. Dahl, Frederiksborg Slot i måneskin, 1817, Statens Museum for Kunst
- J.C. Dahl, Frederiksborg Castle, 1817, Dallas Museum of Art
- J.C. Dahl, Frederiksborg Slot, 1817

J.C.Dahl har malet flere versioner af Frederiksborg Slot i forskellige belysninger og stemninger, blandt andet i 1814.

## Hæder
Dahl blev medlem af akademierne i Dresden (1820), København (1827), Stockholm (1832) og Berlin (1834), samt ridder af Vasaordenen (1839), Dannebrogordenen (1840) og Sankt Olavs Orden (1847).

## Galleri
- J.C. Dahl, Københavns havn i måneskin, 1846, Metropolitan Museum of Art.
- J.C. Dahl, Lyshornet ved Bergen, 1836, Nasjonalgalleriet.
- J.C. Dahl, Et af de syv billeder fra Vesuv i udbrud, 1825, Städel.